# Perukowiec podolski
Perukowiec podolski (Cotinus coggygria Scop.) – gatunek krzewu z rodziny nanerczowatych (Anacardiaceae). Pochodzi z południowo-zachodniej Azji i z południowo-wschodniej Europy. W wielu krajach, również w Polsce, jest uprawiany jako roślina ozdobna. Nazwa rodzajowa rośliny pochodzi od bardzo ładnych, delikatnych kwiatostanów, przypominających perukę.

## Morfologia

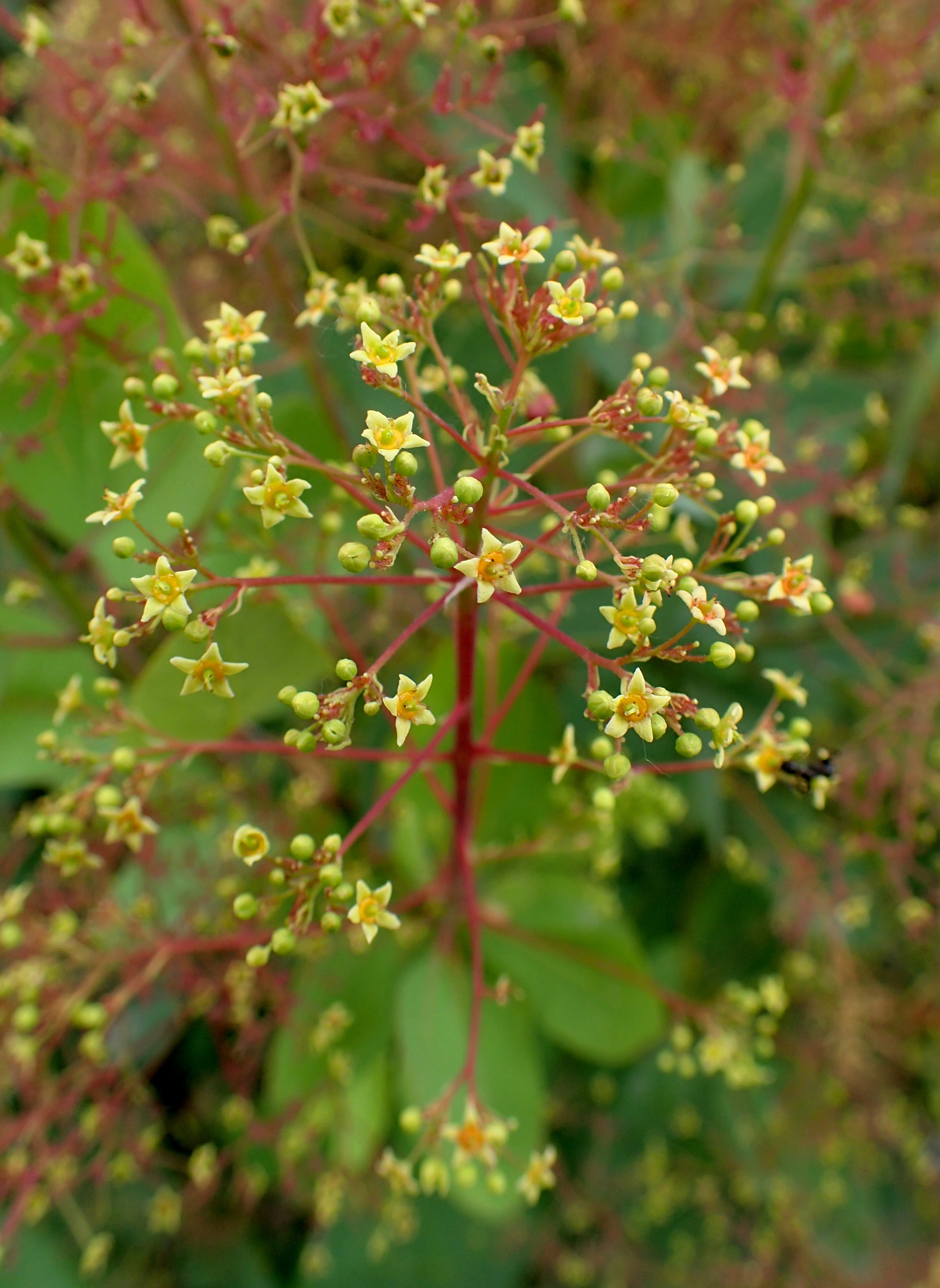
Kwiatostan

PokrójKrzew o zaokrąglonym pokroju, dorastający po 10 latach do 3–5 m wysokości (zależnie od odmiany). Drewno żółte, ma charakterystyczny zapach.
LiścieLiście rozwijają się bardzo późno, bo dopiero pod koniec maja. Ulistnienie skrętoległe. Wielką ozdobą tego krzewu są jajowate, całobrzegie liście. U najczęściej uprawianych odmian są one stale czerwone, o bardzo ładnym odcieniu. Jesienią przebarwiają się na kolor żółty, pomarańczowy lub czerwony. Nagie liście mają jajowaty kształt, u nasady są zwężone.
KwiatyKwiaty są bardzo małe, zielonożółte i tworzą duży kwiatostan – wiechę, o średnicy ok. 20 cm. Wiechy wyrastają na końcach pędów. Roślina kwitnie bardzo obficie od maja do lipca.

## Zastosowanie
- Sadzony jako roślina ozdobna w parkach i ogródkach przydomowych. Zaletami ozdobnymi są piękne czerwone liście i delikatny, ładny kwiatostan bardzo długo utrzymujący się na roślinie. O ile pojedyncze kwiatki są niepozorne, to cały kwiatostan wygląda bardzo ładnie na tle czerwonych liści. Czerwone, delikatne i pierzaste utrzymują się bardzo długo na krzewie także w czasie owocowania, dodając mu uroku.
- Sposób uprawy: nie ma specjalnych wymagań co do gleby. Może rosnąć nawet na piaszczystych glebach, ale najlepiej się rozwija na glebach piaszczysto-gliniastych z dodatkiem wapnia. Jest całkowicie mrozoodporny. Dobrze znosi suszę. Należy go sadzić na słonecznym lub półcienistym miejscu.

## Kultywary

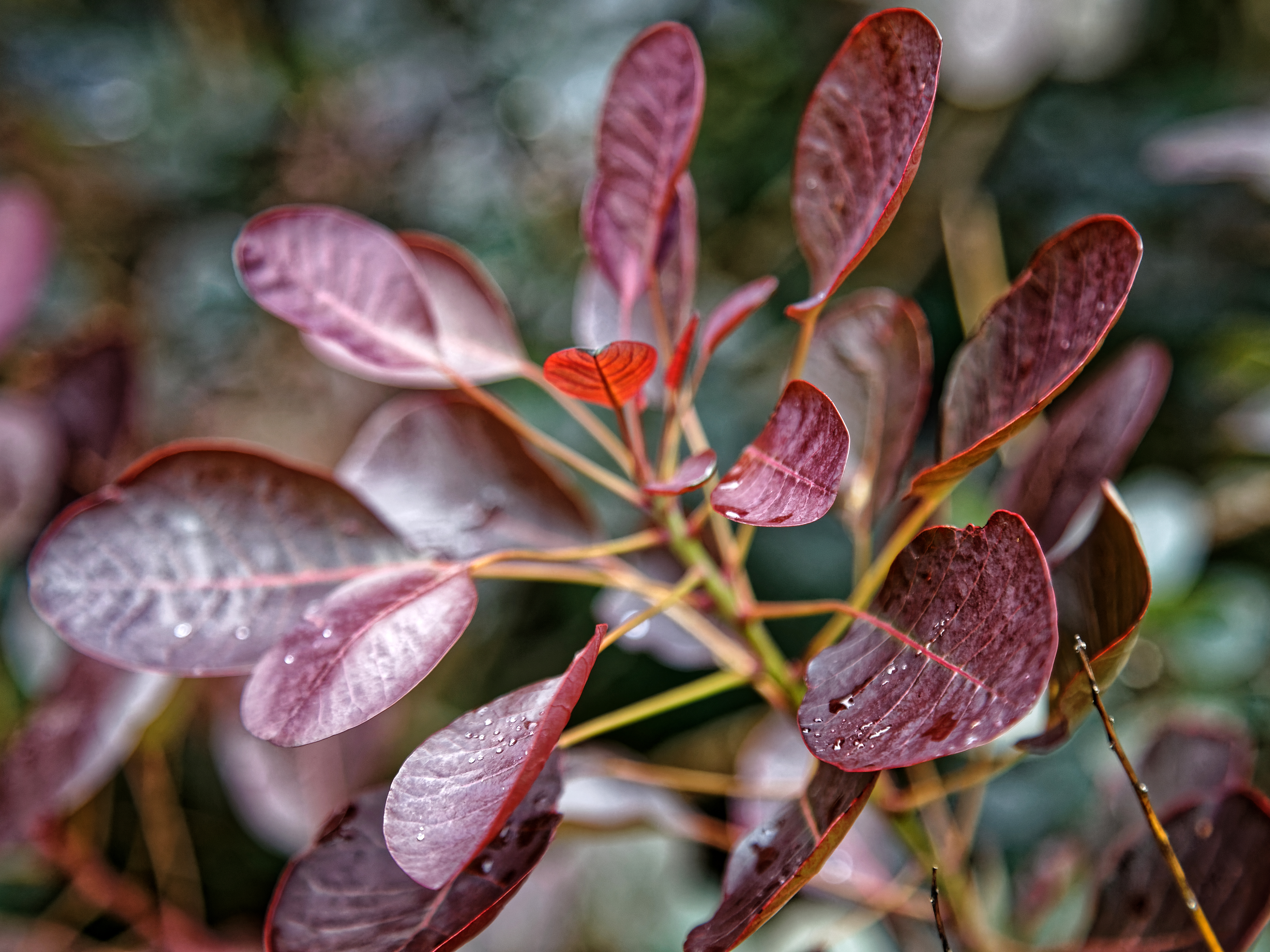
Odmiana 'Royal Purple'

- ‘Royal Purple’ – liście o oryginalnym, ciemnopurpurowym kolorze, jesienią przebarwiają się na jaskrawoczerwony. Bardzo ładne kwiatostany w czasie kwitnienia i owocowania. Rośnie nieco wolniej niż typowy gatunek o zielonych liściach. Dorasta do 3 m (po 10 latach).